# Castelo de Sainte-Mère

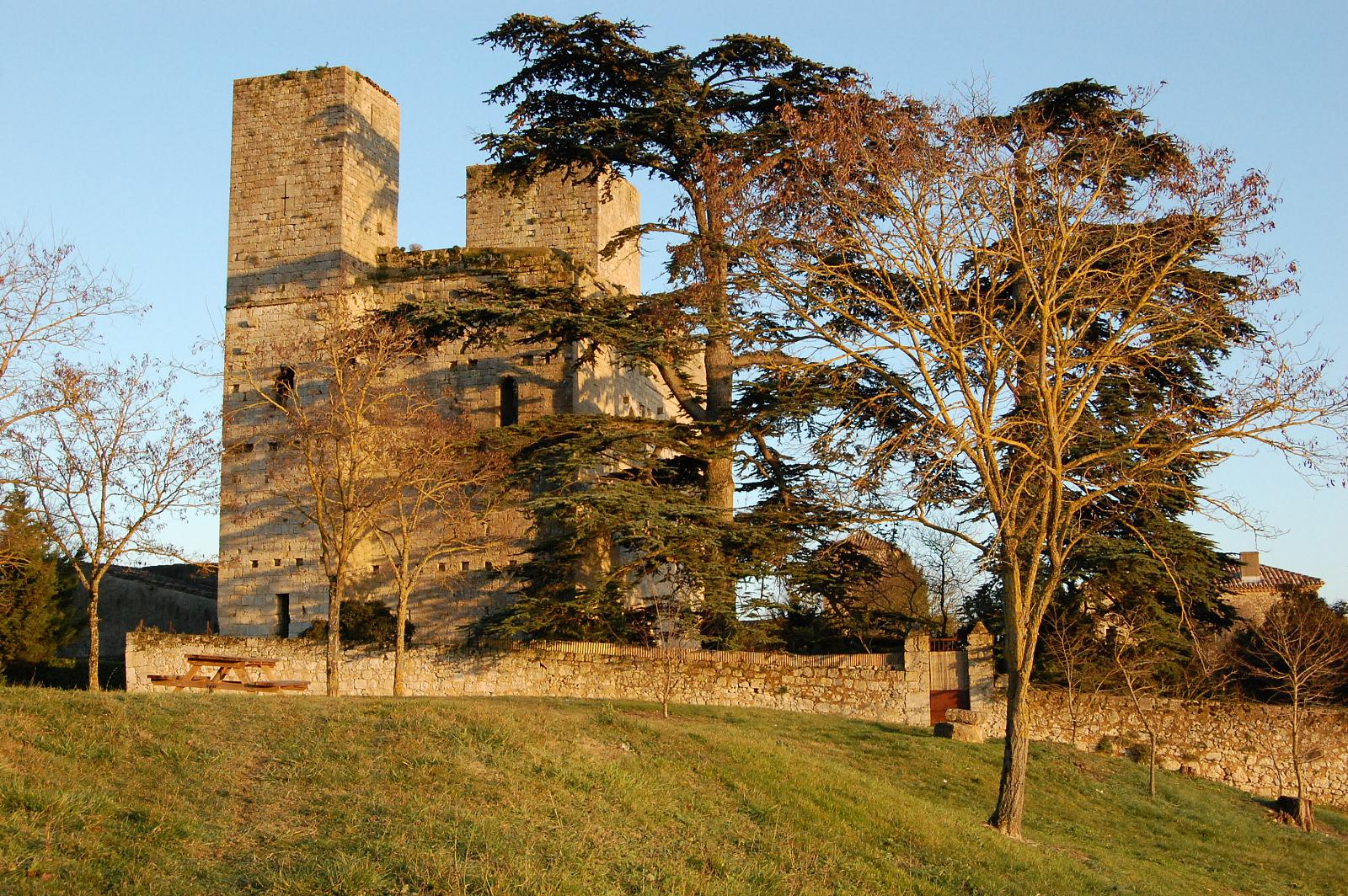
Castelo, vista do oeste

O Château de Sainte-Mère é um castelo em ruínas do século 13 na comuna de Sainte-Mère, no departamento de Gers, na França.
O castelo foi construído na época do Tratado de Amiens (1279) pelo bispo de Lectoure, Géraud de Monlezun. Defendeu a fronteira das possessões inglesas. O castelo tinha uma forma rectangular, reforçado com duas torres junto à fachada norte.
Está classificado desde 1977 como monumento histórico pelo Ministério da Cultura da França .